# Кальекалье
Кальекалье (исп. Río Calle-Calle, от мап. calle множество растений семейства ирисовых) — река в провинции Вальдивия на юге Чили. Истоком служит река Сан-Педро. Впадает в реку Вальдивия. Длина 55 км. Площадь водосборного бассейна — 5267 км².
На реке Кальекалье находится город Вальдивия. Отдельные части города подвергались затоплению водами Кальекалье, в частности после Великого Чилийского землетрясения (1960).